# City on Fire (série télévisée)
Pour les articles homonymes, voir City on Fire.
City on Fire, ou Une ville en flammes au Québec, est une série télévisée dramatique en huit épisodes d'environ 51 minutes créée par Josh Schwartz et Stephanie Savage, diffusée entre le 12 mai et le 16 juin 2023 sur Apple TV+.
Il s'agit de l'adaptation du roman du même titre de Garth Risk Hallberg, publié en 2015.

## Synopsis
Après que Samantha Cicciaro (Chase Sui Wonders) ait été abattue à Central Park le 4 juillet 2003, son enquête criminelle se révèle être le lien crucial entre une série d'incendies mystérieux, la scène musicale du centre-ville et une riche famille immobilière.

## Distribution
- Wyatt Oleff (VF : Oscar Douieb) : Charlie
- Chase Sui Wonders (VF : Lila Lacombe) : Samantha Cicciaro
- Jemima Kirke (VF : Marie Tirmont) : Regan
- Nico Tortorella : William
- Ashley Zukerman : Keith
- Xavier Clyde (VF : Jean-Michel Vaubien) : Mercer
- Max Milner (en) (VF : Damien Ferrette) : Nicky Chaos
- Alexandra Doke : Sewer Girl
- Omid Abtahi : Détective Ali Parsa
- Kathleen Munroe : Détective PJ McFadden
- John Cameron Mitchell (VF : Hervé Rey) : Armory
- Alexander Pineiro : Sol
- Amel Khalil (VF : Lou Viguier) : Sherry Parsa
- Beth Malone (en) (VF : Marie Zidi) : Felicia Gould

 Source et légende : version française (VF) sur RS Doublage

## Production
Le 3 août 2023, la série est annulée.

## Épisodes
1. On a rencontré l'ennemi, c'est nous (We Have Met the Enemy, and He Is Us)
2. Scènes de vie privée (Scenes from Private Life)
3. Affaire de famille (The Family Business)
4. Land of a Thousand Dances
5. Brass Tactics
6. Annus Horriblis
7. Le Frère démoniaque (The Demon Brother)
8. Dans le noir (In the Dark)